# Зубак (село)
Зубак (словац. Zubák) — село, громада округу Пухов, Тренчинський край. Кадастрова площа громади — 25.67 км². Протікає потік Зубак.
Населення 835 осіб (станом на 31 грудня 2020 року).

## Історія
Зубак згадується 1259 року.

## Населення
| Рік:            | 1994. | 2004.   | 2014.   | 2024.   |
| --------------- | ----- | ------- | ------- | ------- |
| Кількість осіб: | 917   | 916     | 860     | 830     |
| Різниця:        |       | -0,10 % | -6,11 % | -3,48 % |

| Рік:            | 2023. | 2024.   |
| --------------- | ----- | ------- |
| Кількість осіб: | 838   | 830     |
| Різниця:        |       | -0,95 % |